# Neda (vattendrag)
Neda (grekiska: Νέδα) är en flod i västra Peloponnesos i Grekland. Den är 31 km lång och dess avrinningsområde är 278 kvadratkilometer. Namnet härstammar från nymfen Neda,  och är den enda floden i Grekland med ett feminint namn.  

## Geografi
Floden Neda har sitt ursprung på den södra sluttningen av berget Lykaion, nära byn Neda i norra Messenien. Den rinner sedan västerut genom ett omväxlande landskap av karga stenar och skogar. Från Figalia fram till dess mynning utgör floden gränsen mellan Messenia och Elis. Det finns ett välkänt vattenfall nära byn Platania. Neda rinner ut i Kyparissiabukten, en bukt i Joniska havet, nära byn Giannitsochori.

## Platser längs floden
Neda rinner längs byarna Neda, Kakaletri, Figalia, Platania, Karyes och Giannitsochori.